# Заимка (Кежемский район)
Заимка — упразднённая деревня в Кежемском районе Красноярского края России в составе Недокурского сельсовета. Упразднена в 1996 году.

## География
Находилась на северной оконечности ангарского острова Тургенев, в 12 км к северо-востоку от села Недокура. В настоящее время деревня и остров затоплены водами Богучанского водохранилища.

## История
По данным на 1926 год деревня состояла из 127 хозяйств. В административном отношении являлась центром Заимковского сельсовета Кежемского района Канского округа Сибирского края.
Деревня попала в зону затопления Богучанского водохранилища и была расселена.
Постановлением администрации Красноярского края от 5 июля 1996 г. № 437-П деревня исключена из учётных данных.

## Население
По данным переписи 1926 года в деревне проживало 718 человек (355 мужчин и 363 женщины), основное население — русские.